# Le Fleix
Le Fleix är en kommun i departementet Dordogne i regionen Nouvelle-Aquitaine i sydvästra Frankrike. Kommunen ligger i kantonen La Force som tillhör arrondissementet Bergerac. År 2022 hade Le Fleix 1 498 invånare.

## Befolkningsutveckling
Antalet invånare i kommunen Le Fleix
Referens:INSEE

## Galleri

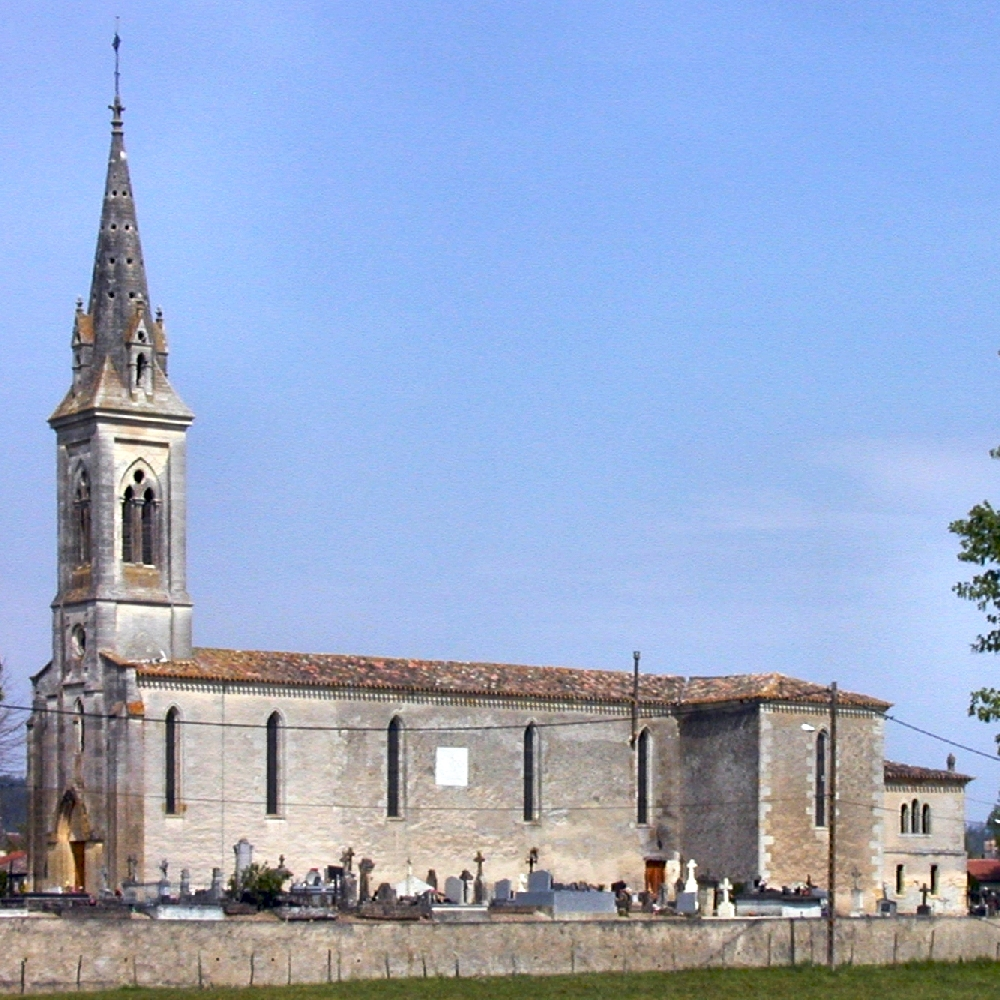
Kyrkan Saint-Étienne från 1854
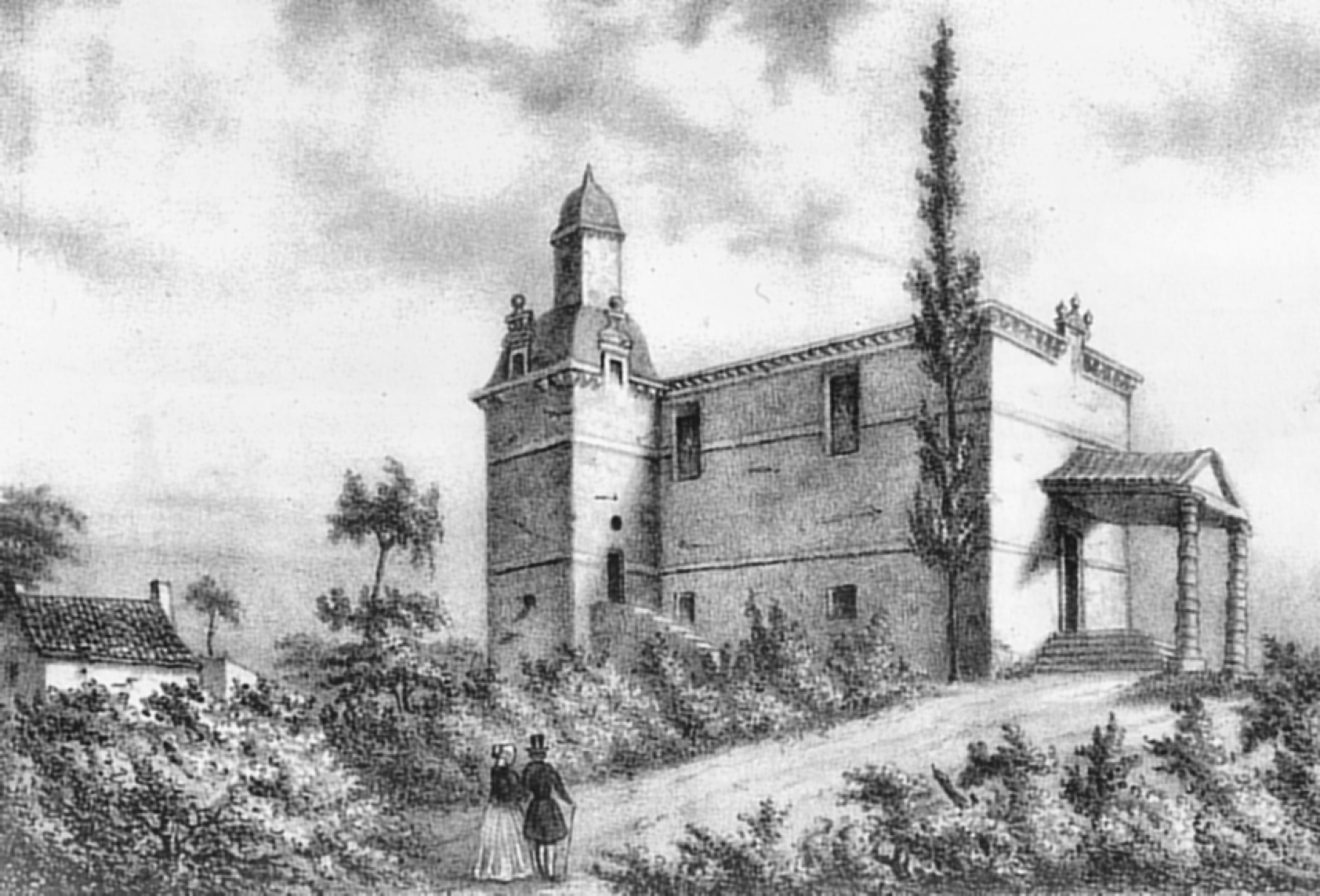
.
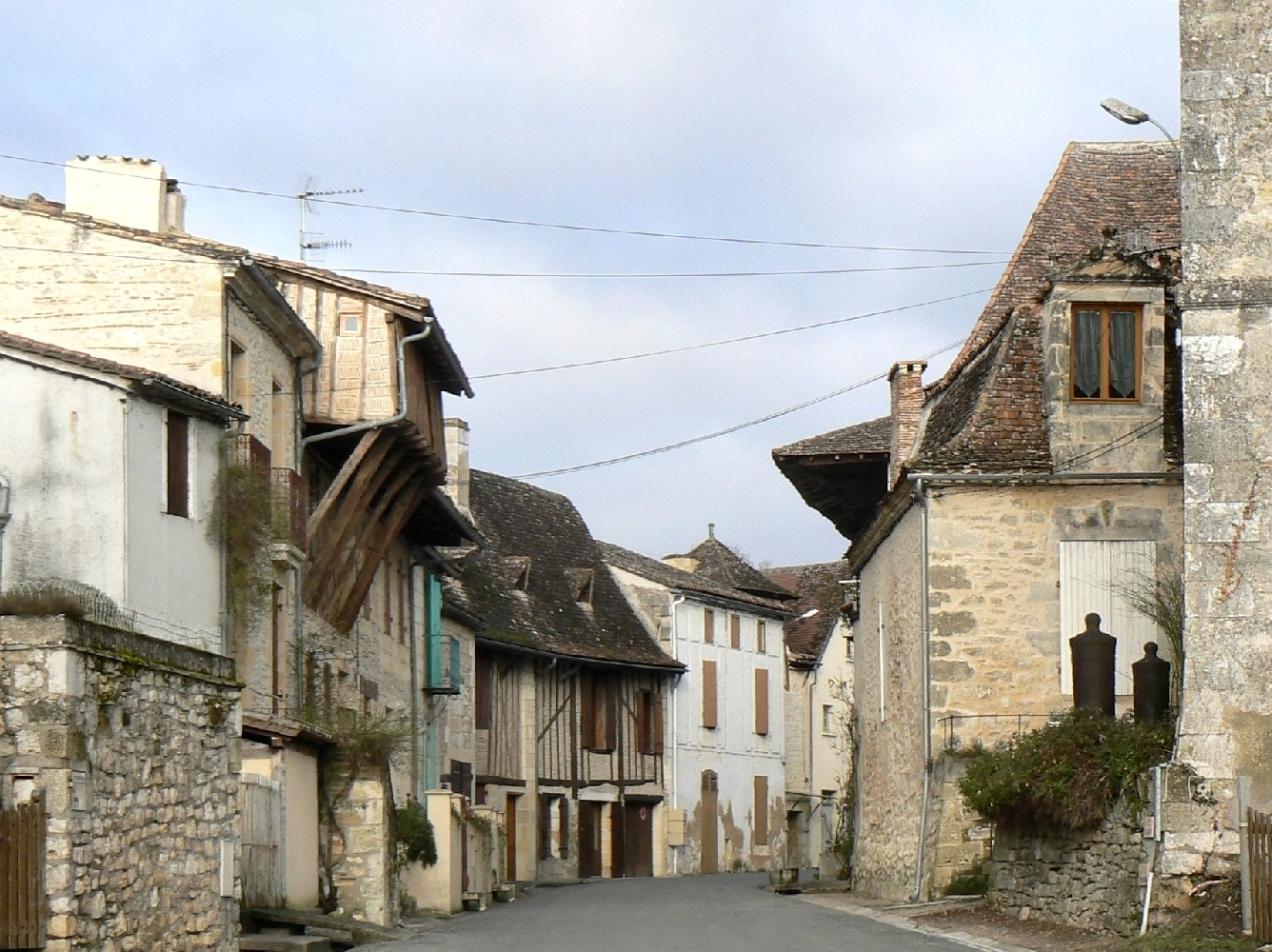
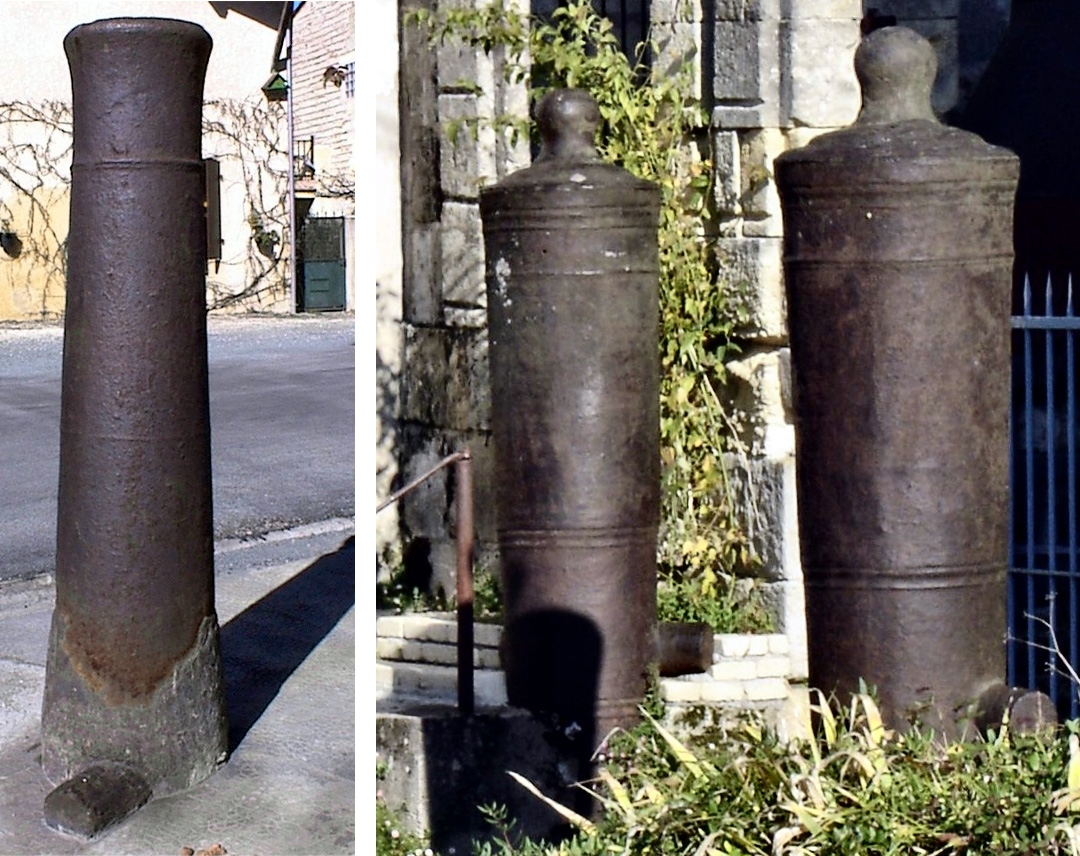
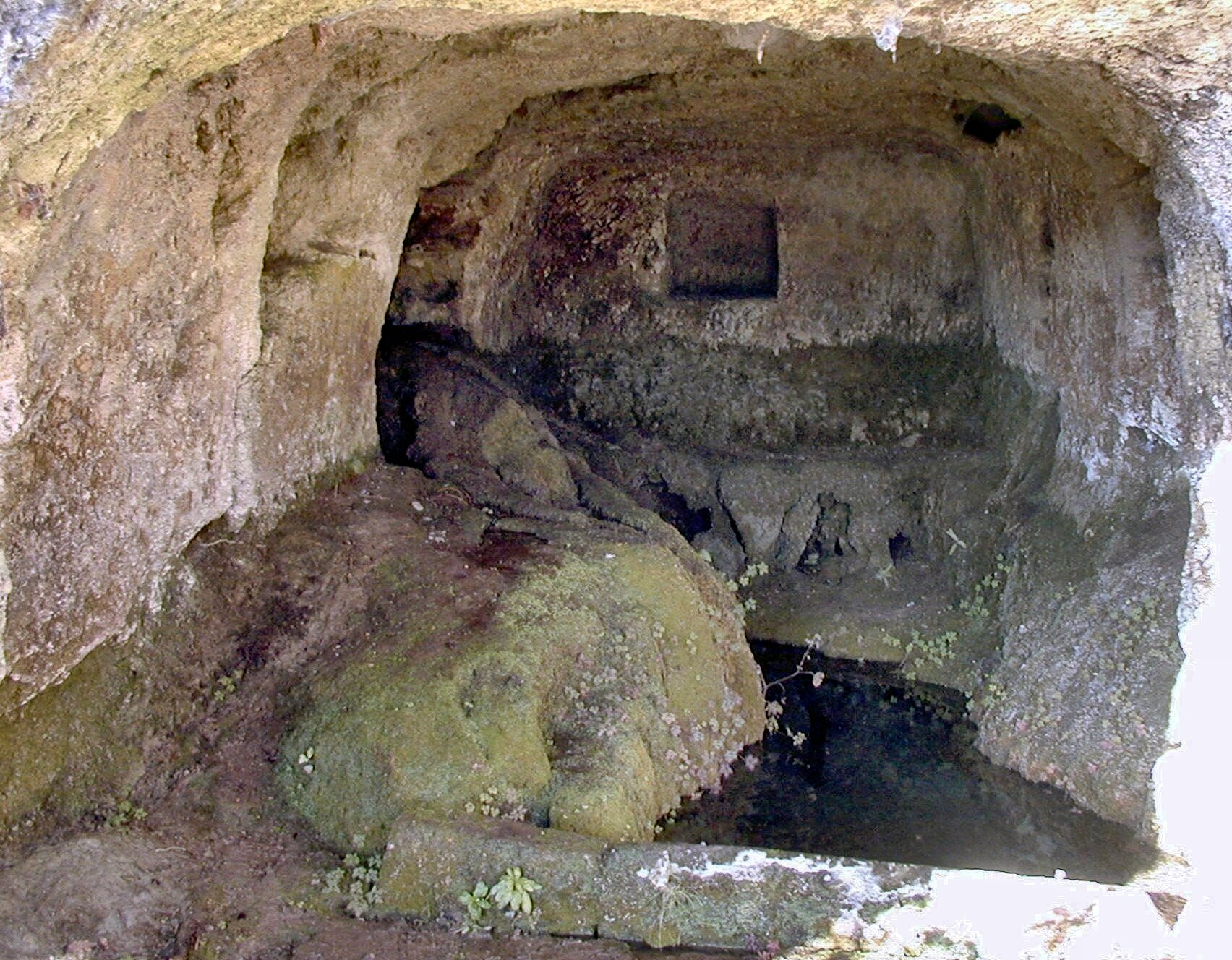
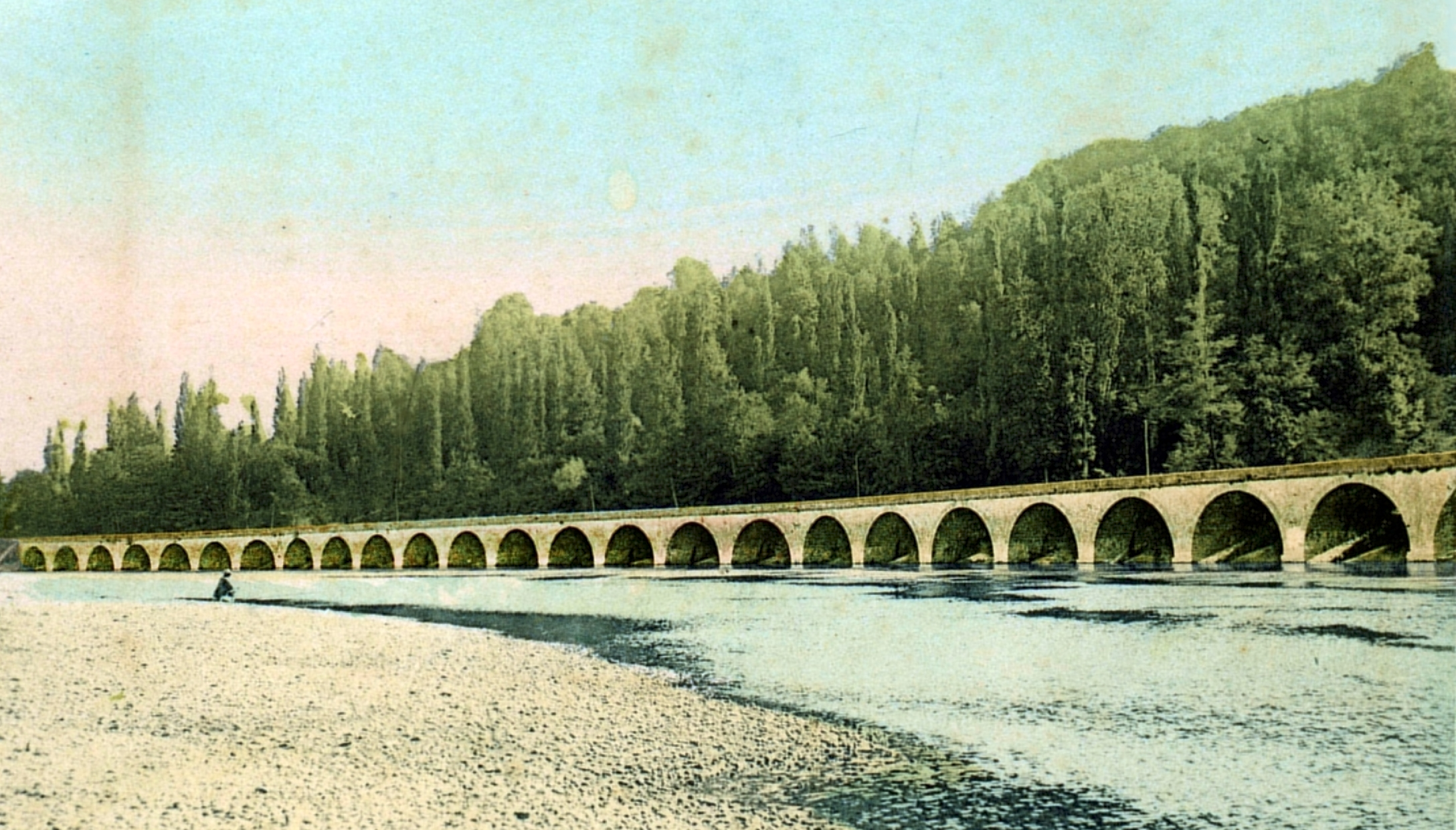
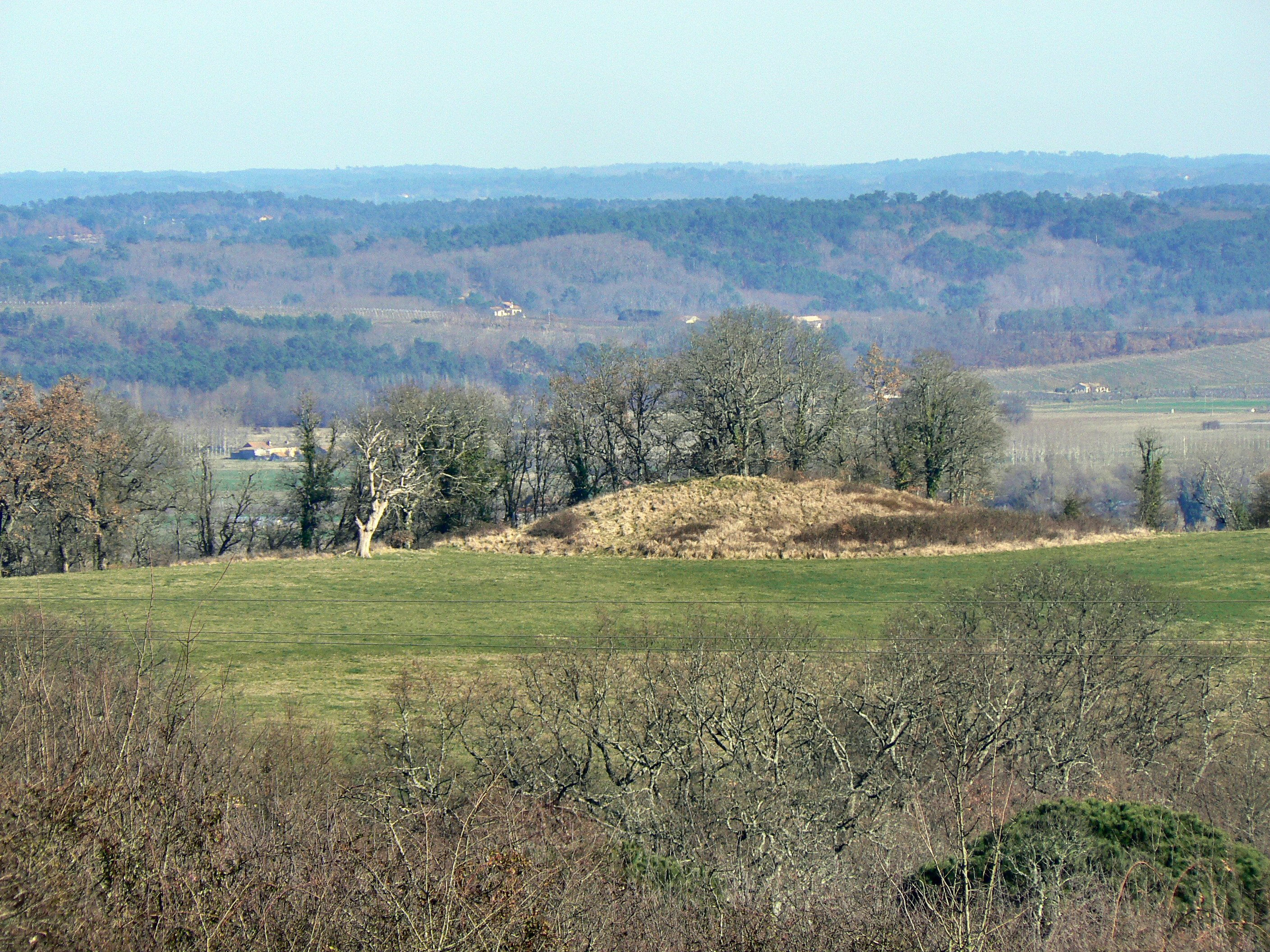